# Radford (Oxfordshire)
Radford – osada w Anglii, w hrabstwie Oxfordshire, w dystrykcie West Oxfordshire. Leży 21 km na północny zachód od Oksfordu i 100 km na północny zachód od Londynu.